# Torben Theo Hansen
Torben "Theo" Hansen (født 19. maj 1962) er den tidligere fodboldspiller og cheftræner i fodboldklubben Boldklubben Fremad Amager.

## Trænerkarriere
Torben "Theo" Hansen overtog trænergerningen for Fremad Amagers førstehold efter den tidligere cheftræner Jean Jensen, der var blevet fyret efter kun tre turneringskampe. Indtil da havde den tidligere førsteholdsspiller trænet klubbens andethold. Den nye trænergerning var midlertidig, da han efter 5 turneringskampe, overlod han posten til den nye cheftræner Michele Guarini. Derudover Har Torben "Theo" Hansen spillet omkring 200 kampe på Fremad Amagers første hold. I hans ungdoms år spillede han på ynglinge-landsholdet. Senere har han fortsat træner karrieren i mindre klubber. 
- xxxx-2001: Træner i Boldklubben Fremad Amager, 2. hold.
- 2001: Cheftræner i Boldklubben Fremad Amager, 2.division